# Абрахамсон, Лаврентий Густав
Лаврентий Густав Абрахамсон (швед. Laurentius Gustaf Abrahamson; 2 марта 1856, Медокерс — 1946, Рок-Айленд) — американский религиозный деятель, писатель

 и оратор шведского происхождения. Активный борец за сохранение шведского языка и культуры в среде шведских иммигрантов в США.

## Биография
Родился в сокене Медокерс в семье фермера. В возрасте 12 лет эмигрировал с семьёй в США, где в 1872 году поступил в колледж при церкви Августаны. Через три года переехал в Рок-Айленд и после пяти лет учёбы в местной августанской семинарии был рукоположен в сан священника на синодальном собрании в Де-Мойне. Шесть лет после этого он проводил службы в различных приходах Иллинойса, пока не стал пастором в Салемской Евангелической Свободной церкви в Чикаго. Богослужения в Чикаго он совмещал с работой редактором в официальном печатном органе Августанского синода — еженедельнике «Augustana», в котором позднее занял пост главного редактора. В 1894 году Абрахамсон получил степень доктора богословия.
Благодаря своим ораторским и управленческим качествам, он занял пост казначея и директора Иллинойской конференции Августанского синода, а также был членом его консистории. Занимая должности в Августанском синоде, он способствовал привлечению своих соотечественников в церковные конгрегации, представлял синод на всеобщей лютеранской конференции в Лунде в сентябре 1901 года и оказывал поддержку мормонам в штате Юта. Несмотря на то, что Абрахамсон большую часть своей жизни провёл в США, он разговаривал и создавал тексты на шведском языке, а также был ярым борцом за сохранение родного языка и культуры в среде иммигрантов из Швеции.